# حركة شعبية

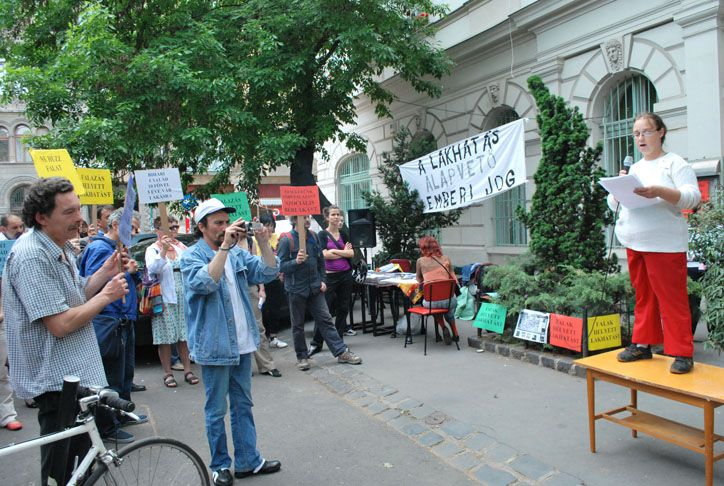

الحركة الشعبية هي وصفُ لحركة أو تغيير يبدأ بين أفراد لهم مصالح مشتركة والذين يمكن أن يحددوا وأن يتصرفوا بشكل جماعي. كاسم فأنه يشير إلى أفراد عاديين في المجتمع أو التنظيم. أما كصفة فأنه يشير إلى أصل أو أساس مبدأ أو فكرة، أو حركة. تستخدم الحركة الشعبية الناس في منطقة أو إقليم أو مجتمع معين كأساس لحركة سياسية أو اقتصادية. وتستخدم الحركات والمنظمات الشعبية إجراءات جماعية على المستوى المحلي لإحداث التغيير على المستوى المحلي أو الإقليمي أو الوطني أو الدولي. ترتبط الحركات الشعبية بالنهوض من أسفل إلى أعلى، بدلاً من اتخاذ القرارات من القمة وإلى ما أدنى من ذلك، وتعتبر أحيانًا أكثر طبيعية أو عفوية من هياكل السلطة التقليدية.
الحركات الشعبية باستخدام التنظيم الذاتي، تُشجع أفراد المجتمع على المساهمة عن طريق أخذ المسؤولية والعمل لمجتمعهم. تستخدم الحركات الشعبية مجموعة متنوعة من الاستراتيجيات من جمع التبرعات وتسجيل الناخبين، لتشجيع الحوار السياسي. تختلف أهداف الحركات المحددة، لكن الحركات متناسقة في تركيزها على زيادة المشاركة الجماعية في السياسة. قد تبدأ هذه الحركات السياسية على أنها صغيرة وعلى المستوى المحلي، لكن السياسة الشعبية ضرورية في تشكيل السياسة التقدمية لأنها تجذب الانتباه العام إلى المخاوف السياسية الإقليمية.
لا ينبغي الخلط بين الحركة الشعبية والديمقراطية التشاركية حيث يمكن تمييز المصطلحات من حيث أن الحركات الشعبية غالباً ما تشير إلى حركة أو تنظيم معين، بينما تشير الديمقراطية التشاركية إلى نظام الحكم الأكبر.

## تاريخها
يعد تاريخ أقدم استخدام لمصطلح «الحركة الشعبية» في المجال السياسي غامضًا. كان يُعتقد في الولايات المتحدة أن الاستخدام المبكر لعبارة «القاعدة الشعبية» قد صيغ من قبل السيناتور في مجلس الشيوخ الأميركي ألبرت جيريميا بيفيريدج من إنديانا، الذي قال عن الحزب التقدمي في عام 1912، «لقد جاء هذا الحزب من القاعدة الشعبية، وهو نابع من احتياجات الناس الضرورية».
انتشرت الحركات الشعبية على نطاق واسع في كل من الولايات المتحدة وبلدان أخرى في بدايات القرن العشرين. ومن الأمثلة الرئيسية عليها: حركة الحقوق المدنية الأمريكية في الخمسينيات والستينيات من القرن الماضي وحركة ملكية الأراضي في البرازيل في السبعينيات والحركة الديمقراطية الريفية الصينية في الثمانينيات وحركة السلام الألمانية في الثمانينيات أيضًا.
كانت قضية ويليام فان تيل المهتمة بدمج مدارس ناشفيل العامة في عام 1951 مثالًا على السياسات الشعبية في حركة الحقوق المدنية الأمريكية. إذ عمل فان تيل على إنشاء حركة شعبية تركز على مناقشة العلاقات العرقية على المستوى المحلي. ولهذه الغاية، أسس مؤتمر العلاقات المجتمعية في ناشفيل، وجمع قادة من مختلف المجتمعات في ناشفيل لمناقشة إمكانية الاندماج. ولكن نتيجةً لمحاولاته في التواصل مع القيادة في مجتمع السود، رد سكان ناشفيل بعنف ووسائل تهديد. كان فان تيل مع ذلك، ما يزال قادرًا على الجمع بين السود والبيض لمناقشة إمكانية تغيير العلاقات العرقية، ونجح في نهاية المطاف في دمج كلية بيبودي للتربية في ناشفيل. وبالإضافة إلى ذلك، نُفذت خطة إبطال التفرقة العنصرية التي اقترحها مؤتمر فان تيل من قبل مدارس ناشفيل في عام 1957. تُصنّف هذه الحركة بأنها شعبية لأنها ركزت على تغيير المعايير على المستوى المحلي باستخدام القوة المحلية. عمل فان تيل مع المنظمات المحلية لتعزيز الحوار السياسي وكان ناجحًا في النهاية.
تأسست حركة العمال البرازيليين الذين لا يملكون أراضٍ (إم إس تي) في السبعينيات من القرن الماضي ونمت لتصبح فيما بعد منظمة دولية. ركزت (إم إس تي) على تنظيم صغار المزارعين وأطفالهم للدفاع من أجل مجموعة متنوعة من الحقوق، وخاصةً حق الوصول إلى الأراضي. توجهت الحركة إلى القادة العضويين واستخدمت استراتيجيات العمل المباشر مثل احتلال الأراضي. وحافظت إلى حد كبير على الحكم الذاتي بعيدًا عن الحكومة البرازيلية. ترجع جذور (إم إس تي) إلى الغضب الناجم عن عدم المساواة في الأراضي في البرازيل في الستينيات من القرن الماضي. وازداد التمسك بهذه المطالب، خاصةً بعد أن أصبحت البرازيل ديمقراطية في عام 1985. ركزت الحركة بشكل خاص على الأراضي التي اعتُبرت غير مُنتجة، وهذا دلّ على سعيها للحصول على منفعة اجتماعية شاملة. نما نفوذ حركة (إم إس تي) بشكل كبير بعد عمليتي قتل جماعيتين للمتظاهرين في التسعينيات من القرن الماضي. كانت تعد الاحتجاجات ناجحة عندما تسترد العائلات قطعًا من أراضيها المحتلة. ومن الجدير بالذكر أنه على الرغم من نجاح الجهود الشعبية التي قامت بها حركة (إم إس تي) في البرازيل، لم تكن ناجحة جدًا في جنوب إفريقيا (إل بّي إم) في عام 2001.
كان المجلس الشعبي الوطني حركةَ إصلاح ديمقراطية شعبية خرجت من الحكومة الصينية الحالية في عام 1987. وقد شجع على إجراء انتخابات على مستوى القاعدة الشعبية في القرى في جميع أنحاء الصين بهدف صريح وهو جلب الديمقراطية إلى المستوى المحلي للحكومة. اتخذت الإصلاحات شكل لجان قروية تتمتع بالحكم الذاتي انتُخبت ضمن عملية ديمقراطية تنافسية. دعا شو وانغ من جامعة برينستون المجلس إلى التمكين المتبادل للدولة والفلاحين إذ أعطت الدولة مستوى متجددًا من الشرعية من خلال الإصلاحات الديمقراطية، ومُنح الفلاحون سلطة سياسية أكثر بكثير. يتجلى هذا التمكين في زيادة معدل التصويت، وخاصةً بالنسبة للفقراء وزيادة مستويات الوعي السياسي وفقًا لبحث وانغ. ومن الأمثلة على ذلك: إحدى المقاطعات التي قدم فيها القرويون 99 ألف اقتراح للحكومة المحلية واعتُمد في النهاية 78.000 من هذه الاقتراحات وهذا ما يشير إلى ارتفاع معدل الاستجابة الحكومية. تعتبر هذه الحركة شعبية لأنها تركز على تمكين الناس بشكل منظم. وقد ظهر هذا التركيز في المؤسسات الديمقراطية التي صبّت اهتمامها على إشراك الفقراء وتوحيد الجهود التي سعت إلى جعل الحكومة أكثر استجابةً لإرادة الشعب.
كانت حركة السلام الألمانية في الثمانينيات من القرن الماضي مثالًا آخر على الحركات الشعبية التاريخية. ترجع جذور الحركة إلى حركة الخمسينيات التي عارضت التسلح النووي. وفي الثمانينيات، أصبحت الحركة أكبر بكثير. وفي عام 1981، حاولت 800 منظمة الضغط على الحكومة بهدف التقليل من حجم الجيش الألماني. وبلغت هذه الحملة ذروتها في احتجاج نظمه 300 ألف شخص في العاصمة الألمانية بون. ونجحت الحركة في إنشاء منظمة شعبية (لجنة التنسيق) وجهت جهود حركات السلام في السنوات التالية. فشلت اللجنة في نهاية المطاف في تقليص حجم الجيش الألماني، لكنها وضعت الأسس لاحتجاجات أخرى مثل الاحتجاج على حرب العراق في العقد الأول من القرن الحادي والعشرين. وبالإضافة إلى ذلك، بدأت الحركة حوارًا عامًا حول السياسة الموجهة نحو السلام والأمن. ومثل حركة الحقوق المدنية، تعتبر حركة السلام الألمانية شعبية لأنها ركزت على التغيير السياسي بدءًا من المستوى المحلي.
ومن الأمثلة الأخرى على القواعد الشعبية في الثمانينيات مركز تجميع المواطنين للنفايات الطبيعية، وهي منظمة توحد المجتمعات ومختلف المجموعات الشعبية في أمريكا لدعم طرق صديقة للبيئة في التعامل مع النفايات الطبيعية. ركزت الحركة بشكل خاص على المجتمعات الأمريكية الأفريقية والأقليات الأخرى. وسعت إلى رفع مستوى الوعي لتلك المجتمعات، وتغيير التركيز من كيفية نقل النفايات إلى تغيير النظام الذي يُنتِج مثل هذه النفايات. تُعتبر الحركة شعبيةً لأنها استخدمت استراتيجيات استمدت قوتها من المجتمعات المتضررة. فعلى سبيل المثال، في ولاية كارولينا الشمالية، تمدد المواطنون في المجتمعات الأمريكية الأفريقية أمام شاحنات تفريغ القمامة احتجاجًا على تأثيرها الضار للبيئة.

## استراتيجيات الحركات الشعبية
تستخدم الحركات الشعبية الاستراتيجيات التي تبني القوة من الحركات المحلية والمجتمعية. تقول منظمة الحركات الشعبية -وهي منظمة غير ربحية مكرسة لإنشاء الحركات الشعبية في أمريكا ودعمها- إن الحركات الشعبية تهدف إلى جمع الأموال وبناء المنظمات وزيادة الوعي والفوز بالحملات وتعميق المشاركة السياسية. تعمل الحركات الشعبية نحو هذه الأهداف وغيرها من خلال استراتيجيات تركز على المشاركة المحلية في السياسات المحلية أو الوطنية.
تستمد المنظمات الشعبية قوتها من الناس، فتسعى إلى إشراك الناس العاديين في الخطاب السياسي إلى أقصى حد ممكن. فيما يلي قائمة بالاستراتيجيات التي تعتبر شعبية بسبب تركيزها على إشراك الجمهور:
- استضافة اجتماعات أو حفلات منزلية.
- عقد اجتماعات كبيرة.
- وضع الملصقات.
- جمع التواقيع من أجل عريضة ما.
- حملات كتابة الرسائل، المكالمات الهاتفية والبريد الإلكتروني.
- إعداد جداول المعلومات.
- جمع الأموال من العديد من الجهات المانحة الصغيرة للإعلانات السياسية أو الحملات.
- تنظيم مظاهرات كبيرة.
- مطالبة الأفراد بتقديم الآراء لوسائل الإعلام والمسؤولين الحكوميين.
- إجراء أنشطة التصويت، التي تتضمن ممارسات تذكير الناس بحقهم في التصويت ونقلهم إلى مراكز الاقتراع.